# Inés Badalo
Inés Badalo (Olivenza, 1989) compositora española-portuguesa. 

## Trayectoria y obra
Completa en 2012 sus estudios de guitarra y composición en la Escola Superior de Música de Lisboa, bajo la tutela en composición del profesor Luís Tinoco; paralelamente recibió clases magistrales de compositores como José Manuel López López, Franck Yeznikian, Christopher Bochmann o Pedro Amaral.  En 2025 concluye en la Universidad de Évora los estudios de doctorado en música y musicología, en la especialidad de composición, con la calificación de sobresaliente cum laude, su tesis versa sobre la aplicación del patrimonio tradicional ibérico en la creación contemporánea.  
Ha sido becada por la Fundación Gulbenkian, el Ministerio de Cultura español, Fundación SGAE, la Asociación de Intérpretes y Ejecutantes (AIE) y la Fundación BBVA, también ha recibido diversos premios nacionales e internacionales, entre los que destacan el Premio de Composición del Colegio de España en París – INAEM (Francia / España). Premio de Composición de la Sociedad Portuguesa de Autores / Antena 2 RTP. Premio Internacional de Composición Fernando Lopes-Graça (Portugal). Premio FIDAPA del Concurso Internacional de Composición ‘Città di Udine’ (Italia). Ha sido galardonada en dos ocasiones en los premios Jóvenes Compositores de la Fundación SGAE – CNDM en 2017 y 2018. En 2023 fue seleccionada para participar en la Tribuna Internacional de Compositores de la UNESCO (Países Bajos).  En 2024 recibe la Beca Leonardo de la Fundación BBVA para un proyecto compositivo junto a la filósofa y poeta Chantal Maillard, la soprano Johanna Vargas (Neue Vocalsolisten), el director Asier Puga y Grupo Enigma.
Badalo es invitada con asiduidad para impartir clases magistrales, conferencias y talleres en conservatorios y universidades. En ellos explica y aproxima su obra a estudiantes y público en general, abordando diferentes aspectos como la cuestión tímbrica, formal y estética o, la interculturalidad hispano-lusa latente en algunas de sus obras y su utilización en dichas obras de recursos tradicionales propios de ese contexto.
Su música ha sido interpretada por ensembles, solistas y orquestas, tales como la WDR Sinfonieorchester, Orquesta Nacional de España, Hand Werk Ensemble, Sigma Project, Orquesta Gulbenkian, Orquesta Sinfónica del Principado de Asturias, Real Filharmonía de Galicia, Orquesta de Extremadura, Joven Orquesta Nacional de España (JONDE), en Suiza, España, Austria, Croacia, Bélgica, Portugal, Italia, Reino Unido, Brasil, México, China, Japón, Alemania, Colombia, Estados Unidos o Francia. En festivales y auditorios como  Nief-Norf Festival de Knoxville, Tennessee (EE.UU); Grande Auditório da Fundação Calouste Gulbenkian, Lisboa; Casa da Música, Oporto; Mishima Contemporary Music Days (Japón), Tokyo Opera City Recital Hall (Japón); Contemporanea – Festival di Nuova Música (Italia); Suena Festival für zeitgenössische Musik Wien (Viena, Austria), Sarasota International Guitar Festival, Florida (EE.UU); Forum Gitarre Wien (Viena, Austria); Internationalen Ferienkursen für Neue Musik Darmstadt (Alemania), Wittener Tage für Neue Kammermusik (Alemania).
Su música ha sido transmitida por cadenas radiofónicas de diversos países: BBC (Reino Unido), WDR (Alemania), Antena 2 – RTP (Portugal), Radio Beograd (Serbia), Yle Radio (Finlandia), Sveriges Radio (Suecia), LRT Radijas (Lituania), RTV SLO (Eslovenia), Radio Clásica – RNE (España), Klassikaraadio (Estonia), Hrvatski Radio (Croacia), Radio Ascoli (Italia), Ö1 Radio (Austria), etc. 

### Obra orquestal
El estreno en Lisboa en 2017 de su obra orquestal Entropía por la Gulbenkian Orchestra dirigida por Nuno Coelho, transmitida en radio y televisión por la cadena RTP, supuso un punto de inflexión en la carrera de una joven Badalo; posteriormente Entropía será interpretada por diversas orquestas destacando en 2021 su estreno en Alemania por la WDR Sinfonieorchester dirigida por Michael Wendeberg en el marco del festival Wittener Tage für Neue Kammermusik celebrado en la ciudad de Colonia. Esta versión fue transmitida en Alemania por la WDR3 Radio, y en Reino Unido por la BBC Radio 3 dentro del programa New Music Show.
Sobre el estreno de Entropía, la prensa publicará: “La obra Entropia, de Inés Badalo, fue una grata sorpresa, no sólo por el carácter atractivo a nivel de sonoridades, sino por la arquitectura equilibrada de la construcción musical y por el tratamiento tímbrico de la orquesta”. En posteriores interpretaciones, la publicación alemana Orchestergraben, destaca la conexión con la naturaleza en su enfoque compositivo.  En 2023, tras un concierto en el Auditorio del CCB de Lisboa, el medio portugués Público destacará cuan estimulante es la obra de Badalo. La revista musical Scherzo publicará sobre Entropia: “Badalo es una de las compositoras españolas más activas e interesantes de su generación”, a su vez, el artículo de Scherzo, resaltará cómo las técnicas extendidas en la obra de Badalo se ponen “al servicio de una partitura de gran delicadeza y musicalidad”.
Continuando con el catálogo orquestal de Badalo, en 2023 nace Khemia, obra encargo de la Orquesta Nacional de España, fue estrenada por la propia OCNE dirigida por Juanjo Mena en el Auditorio Nacional de Música de Madrid el 29 y 30 de septiembre y 1 de octubre de 2023, y transmitida en directo por Radio Clásica de Radio Nacional de España el 1 de octubre. El título Khemia hace referencia a la alquimia, partiendo de esta idea la obra incide en la síntesis del sonido a partir de sus propios «átomos», a través de distintos procesos texturales que la propia autora describe como «separación», «fermentación» o «disolución». Tras el estreno, la revista Scherzo destacó el oficio de Badalo al servicio de la sensibilidad sonora, así como su personalidad artística. La publicación Beckmesser, destacará la tímbrica de la música de Badalo. Por su parte, el director Juanjo Mena dirá sobre Khemia: “la obra es impresionante, de un colorido y una textura realmente espectaculares”.
En 2025 verá la luz Zafre, concierto para piano y orquesta. Encargo de la Orquesta Sinfónica del Principado de Asturias, fue estrenado el 14 y 15 de febrero de 2025 por el pianista Alberto Rosado y la OSPA, dirigidos por Shiyeon Sung en sendos conciertos en Gijón y Oviedo. Posteriormente, el 24 de mayo de 2025, tuvo lugar el estreno en Portugal, esta vez con el solista João Almeida al piano y el director Carlos Lopes al frente de la Orquestra Filarmonia das Beiras. Esta nueva interpretación se produjo dentro de los V Reencontros de Música Contemporânea de Aveiro (Portugal), donde Badalo fue compositora destacada siendo programada en diversos conciertos de esta edición. Zafre, término que da nombre al tono de azul obtenido de la mezcla química del óxido de cobalto y el cuarzo, proviene y evoluciona la estela de las obras orquestales anteriores de Badalo. En palabras de la autora: “en Zafre, el piano es explorado en toda su dimensión, el solista por momentos se une a la textura orquestal global, fundiéndose con ella, y en otros destacando, a modo de relieves en similitud con ciertas técnicas pictóricas”.  La obra tuvo una buena acogida entre la crítica, muestra de ello fue el artículo publicado en el periódico La Nueva España resaltando el trabajo de Badalo en materia de experimentación tímbrica y el amplio abanico de posibilidades expresivas presentes en su concierto para piano y orquesta. También sobre Zafre escribirá Pablo Siana sobre el  interés musical del concierto y el trabajo tímbrico que realiza la autora.

### Obra de cámara yensemble
El catálogo de Badalo para agrupaciones de cámara y ensemble, incluye obras para diferentes agrupaciones entre las que destacan sus tríos para piano, violín y violonchelo, Trigramas (2016) encargo del CNDM para el VIII Ciclo de Música Actual de la Sociedad Filarmónica de Badajoz estrenado por el Trío Arriaga, y Rust (2024), encargo de la Joven Orquesta Nacional de España para las Xornadas de Música Contemporánea de Galicia. El cuarteto de cuerda Quimera Etérea (2018), estrenado por el Dalia Quartet el 12 de diciembre de 2018 en la Fundación Juan March (Madrid), en un concierto que también fue transmitido por Radio Clásica de RNE. Otra obra de 2018, Cartografía Volátil, sobre la que cabe destacar su estreno en Japón en octubre de 2024 en el auditorio de la Tokyo Opera City por el director Norio Sato al frente del Nomad Ensemble. En 2019 verán la luz obras como Glosas, encargo del Festival Ensems, estrenada por OCAZ Grupo Enigma el 4 de mayo de 2019 en el Palau de la Música de Valencia. 
También cabe destacar obras como Electrum (2020), para dos percusionistas; así como Grid, para flauta, clarinete y violonchelo, estrenada por el grupo alemán Hand Werk Ensemble en octubre de 2021; ambas encargadas por la asociación cultural Arte no Tempo. 
Grid surgirá con motivo de la exposición de la obra de Louise Bourgeois en el museo de la Fundación Serralves (Oporto) donde fue de nuevo interpretada por el Ensemble ars ad hoc en noviembre de 2021. Dada la relación de la obra de Bourgeois con el mundo arácnido, Grid está inspirada en la tela de araña, creando un contexto de diálogo con la exposición de Serralves. En la obra, la materia sonora surge a modo de “hilos”, líneas sonoras tenues, frágiles que se entrelazan tejiendo una red donde los tres instrumentos van creando una textura cada vez más compleja y densa, llena de salientes y sonoridades muy contrastantes. 
Hand Werk Ensemble interpretó de nuevo a Badalo en mayo de 2025, concretamente su segundo trío con piano, Rust, en el marco de los Reencontros de Música Contemporânea de Aveiro. Rust, es una de las obras de la compositora inspiradas en procesos químicos, en palabras de la propia autora: Rust, el término inglés que da título a la obra, cuyo significado y sonido fonético sintetizan la idea principal detrás de ella. Rust significa óxido, corrosión, palabras que aluden a la transformación del metal; a su vez, su propio sonido /rʌst/ es evocador del proceso de oxidación en el que la metamorfosis de los materiales genera un cambio radical, dando lugar potencialmente a múltiples texturas, colores y, en última instancia, la desintegración del objeto del que se deriva. Al capturar todo lo poético que la palabra sugiere y pasarlo a través de un prisma sónico imaginario, podemos extrapolarlo a una idea musical específica. De esta manera, evoco en la partitura una gama de sonidos basados en el metal y su transformación a través del proceso de oxidación. Con este fin, hago uso de elementos fuera de los propios instrumentos; un recurso que se encuentra con mayor frecuencia en el piano también se emplea en ambos instrumentos de cuerda con arco, que se prepararán en la sección de apertura. El concepto de sonido /rʌst/ también se refleja tanto en los arcos como en el piano, ya sea a través de diferentes grados de presión, la disposición de los puntos de contacto o técnicas extendidas. Así, a lo largo de la obra, una serie de síntesis e hibridaciones tímbricas desarrollan un juego de brillo y sombra, cuyo equilibrio y mezcla sustentan la estructura formal de Rust, abarcando un espacio sonoro lleno de amalgamas a través de modulaciones tímbricas. (2024, notas al programa)
La revista especializada Ritmo realizó una precisa descripción de la pieza en un artículo del 13 de junio de 2024 con motivo de su estreno por miembros de la Joven Orquesta Nacional de España.
Continuando con el catálogo de la autora, en 2022 llegará Arkhé para cuarteto de saxofones, encargo del Festival NAK de Pamplona donde Badalo fue compositora residente en 2022. Arkhé es un concepto filosófico de la antigua Grecia que explicaba el origen del universo desde una perspectiva racional, el título de la obra estuvo directamente relacionado con la idea temática que vertebraría esta edición del NAK, el paso del Mito al Logos. Arkhé precisa de una meticulosa interpretación pues expone delicadas sonoridades originadas por la fusión de multifónicos producidos por los diferentes saxofones, por la atención al detalle tímbrico y por un minucioso cuidado de las dinámicas, estos elementos son esenciales en su interpretación. A lo largo de la obra, momentos sutiles y casi transparentes, desembocarán en imponentes crescendos  donde torrentes de notas dan lugar a pasajes verdaderamente enérgicos, de una fuerza inesperada para una formación relativamente pequeña; la compositora se servirá de Arkhé en parte como laboratorio sonoro donde experimentar nuevas técnicas compositivas que posteriormente desarrollará y evolucionará en obras de mayor arquitectura sonora como la obra orquestal Khemia o el concierto para piano y orquesta Zafre. La obra fue estrenada el 17 de septiembre de 2022 por Sigma Project, quienes volverían a interpretarla unos meses después en el Festival Música Viva de Lisboa y en Viena, dentro del Suena Festival für zeitgenössische iberoamerikanische Musik. 
Arkhé ha sido trasmitida por diferentes cadenas como Radio Clásica de RNE en el programa Miramondo Multiplo, por la ARS Radio (RTVSLO) en Slovenia, Radio Latvia 3 Klasika en Letonia. Radio UNAM en México, Radio RTHK-HK (Hong Kong), Polskie Radio (Polonia), LRT Radio (Lituania), en el programa Muzika Viva de RTS Radio (Serbia), en el programa Geografia dos Sons de Antena 2- RTP (Portugal), así como en Radio Universidad Nacional LM de Argentina.
Posteriormente llegarán obras como Deconstruction (2022) encargo de Le Concert Impromptu (Francia); o Teselas de un reflejo (2022/23) para mezzo-soprano y tres percusionistas, encargo de la Orquesta y Coro Nacionales de España (OCNE), estrenada en el Auditorio Nacional de Música (Madrid) por Daniela Vladimirova y Neopercusión dentro del Ciclo Satélites, los mismos intérpretes presentaron también la obra en el Festival Madrid Actual de 2023. Sobre Teselas de un reflejo hace una descripción la revista Scherzo en la que trata la identidad artística de la música de Badalo, así como el mestizaje rayano presente en la obra.
En 2025 otra de sus obras, Diptych, compuesta entre los años 2017 y 2018, llega a Colombia, donde es interpretada por miembros del Ensamble CG, dirigidos por Rodolfo Acosta, en el Festival de Música Contemporánea ‘En el Acto de Sonar’ celebrado en Bogotá, interpretación que retransmitirá Radio UNAM México dentro del programa: Hacia una nueva música.
Respecto a la obra para ensemble de Badalo, destacan en el catálogo de la compositora, Estelas translúcidas (2017) y Evanescente Latir (2018) ganadoras ambas de sendos premios Jóvenes Compositores de la Fundación SGAE – CNDM. También Estelas translúcidas obtuvo el premio Fidapa del Concorso Internazionale di Composizione Città di Udine (2018), siendo estrenada en Italia por el ensemble Mikrokosmos dirigido por Fabio Serafini en ‘Contemporanea – Festival di Nuova Musica’ celebrado en el Teatro San Giorgio de la ciudad de Udine. Mikrokosmos y Serafini grabarán también la obra en 2017 para el sello TEM Taukay Edizioni Musicali.
Sobre Estelas translúcidas escribirá la autora las siguientes notas al programa: Estelas translúcidas está formada por gestos recurrentes que se expanden o difuminan, configurando así una red donde los materiales sonoros se distribuyen en distintos estratos, creando estructuras dúctiles, cuya metamorfosis gradual deja un rastro, una estela, que contribuye a dar cohesión a la obra. Los instrumentos, cuya síntesis va generando densidades sonoras que fluctúan, por momentos se funden tímbricamente y, en otros intercambian roles, guiando al oyente a través de un discurso donde en ocasiones es difícil entrever con nitidez el origen de la fuente sonora. Discurso que, al igual que las estelas, finalmente muestra su verdadera plasticidad volátil, desvaneciéndose de manera irremediable, cual íntima representación; memoria de las huellas del aire y el agua, rastro de ondas sonoras, cuyo origen, velado por el hábito de la percepción, apenas conseguimos vislumbrar.
Posteriormente la autora compone obras como: Iridiscencia (2018/2019), encargada por el Ensemble Sonido Extremo para el ‘X Ciclo de Música Actual’ Sociedad Filarmónica de Badajoz-CNDM; Terra Ignota (2020) encargo del Colegio de España en Paris y el INAEM.  La línea difusa (2022) para soprano y ensemble, encargo del CNDM y estrenada por el Ensemble Sonido Extremo, Isabela Gaudí y Jordi Francés, dentro de las Series 20-21 del Auditorio 400 - Museo Nacional Centro de Arte Reina Sofía (Madrid); estreno transmitido por el programa Música Viva de Radio Clásica RNE.

### Obra a solo
El catálogo a solo de Inés Badalo incluye obras para diferentes instrumentos. Cabe destacar la obra para clarinete, Música para uma galería (2018), encargo del Movimento Patrimonial pela Música Portuguesa, fue estrenada en Lisboa el 14 de diciembre de 2018 por el clarinetista Miguel Costa. Posteriormente la autora realiza una versión para clarinete bajo estrenada por Frederic Cardoso el 28 de agosto de 2020 en el marco de Lisboa Incomun. En 2023 propio Cardoso grabará la versión para clarinete bajo incluida en su álbum Khroma. 
De 2019 es la obra Dé-coll/age para saxo soprano y movimiento, estrenada en el ‘XXI Ciclo de Música Contemporánea Museo Vostell Malpartida’ – CNDM, de Cáceres, por la saxofonista Xelo Giner. Sobre la obra, Badalo nos explica: Dado el marco donde fue estrenada, me inspiré en la obra de Wolf Vostell y en el movimiento fluxus, representando ideas plásticas a través de la música. Décollage designa la técnica opuesta al collage; en lugar de construir una imagen a partir de la suma de otras imágenes, en el décollage es creada cortando, rasgando o eliminando partes de la imagen original. Dicha técnica fue utilizada por Wolf Vostell, de quien he tomado algunas de sus palabras, que aparecerán a lo largo de la obra. Escrita para saxofón soprano, cuenco tibetano, voz y movimiento, Dé-coll/age se encuentra formalmente estructurada en arco, se divide en cinco secciones. Interviniendo la aleatoriedad en la segunda, constituida por ataques y resonancias; y en la cuarta, representando musicalmente la técnica del décollage, a través de fragmentos improvisados, gestos aparecidos anteriormente y distintos efectos, dentro de un “caos” sonoro donde aparecerá fragmentada, rasgada, la frase “vivir dentro de múltiples contradicciones”. La tercera sección es el eje central de la obra, donde la música circula repetitivamente en alusión al texto “la desorientación de la vida cotidiana”. El cuenco tibetano funciona como nexo entre las distintas secciones. Respecto al movimiento, el intérprete realizará una “coreografía” del discurso sonoro, asociando sonidos puntuales como los slaps a movimientos breves y rápidos, casi robotizados, o sonidos de larga duración con transiciones lentas del movimiento, además de improvisaciones en las secciones aleatorias. (Notas)
El 17 de febrero de 2020, la saxofonista Xelo Giner realizará el estreno en Francia de Dé-coll/age, en la sala L’Atelier de Burdeos. Posteriormente la obra ha sido interpretada en numerosas ocasiones por diferentes saxofonistas en diversos países, ha sido estrenada en Bélgica, Italia, Portugal, México y en Darmstadt (Alemania) dentro del Internationalen Ferienkursen für Neue Musik.
Otra obra importante dentro del catálogo de Inés Badalo es Vortex para viola sola, encargada por el Festival Mixtur con fondos del INAEM. Vortex fue estrenada en septiembre de 2020 por la violista Anna Puig en Barcelona. Posteriormente la volvería a interpretar en el ciclo ‘Viaje de Invierno’– Desclasificados, celebrado en Madrid. La grabación de la obra realizada por Puig fue retransmitida en Alemania por la WDR3 Radio de Colonia dentro del programa My favorite Choice (44), conducido en esta ocasión por Baldur Brönnimann. 
Según la autora, toda la obra está escrita en relación a un centro. El vórtice, del latín vortex, es un flujo que rota en espiral. La obra gira alrededor de un intervalo de segunda menor que articula el discurso. Esta distancia se ampliará o reducirá a través de oscilaciones de cuartos de tono creando batimientos, es decir, fluctuaciones de frecuencia, fricciones que generarán un latir, un ritmo interno del intervalo centralizador.
Dentro de este apartado es importante reseñar las obras para percusión como Ma 間 (2020), encargada por el percusionista Juanjo Guillem. O Glass landscapes (2021), encargo del percusionista Nuno Aroso, estrenada en la Casa da Música, Oporto (Portugal). Glass landscapes parte de una idea de Aroso en la que plantea el reto a la compositora de escribir una obra sólo para objetos de vidrio. En ese momento, la imaginación de Badalo convertirá objetos cotidianos como vasos, peceras, copas, canicas…, en elementos sonoros capaces de generar diversos timbres, matices y gradaciones. A partir de un mismo material, Badalo crea una amplia variedad de resonancias, explorando a lo largo de la obra un paisaje sonoro de timbres vítreos. La obra ha llegado a ser interpretada en la Filarmonica George Enescu. Romanian Athenaeum de Bucarest (Rumania) por Alexandru Silian y transmitida en Rumania por Radio România Muzical.
La obra para piano Libro de arena (2021), estrenada por el pianista Mario Prisuelos el 5 de junio de 2022 en el Teatro de la Zarzuela de Madrid. Grabada en junio de 2023 por el pianista João Almeida para el sello Neper Music, transmitida en diversas ocasiones por Antena 2 de Radio Televisión de Portugal,  ha sido interpretada en numerosas ocasiones por el propio Almeida en festivales como el Festival Internacional de Música Paços de Brandão, Aveiro Síntese. Electroacustic Music Biennal; por el pianista Ignacio Torner en las ‘Jornadas de Música Contemporánea de Nerja 2023’; presentada en el Festival  NAK 2024 por la pianista Alicia Torrea; y estrenada en Alemania el 17 de mayo de 2025 por Fidan Aghayeva-Edler en St. Elisabeth Kirche de Berlin.

#### Obra para guitarra
Dentro del catálogo de la autora para instrumentos a solo, la cercanía de Badalo a la guitarra ha tenido sus frutos en obras que forman parte del nuevo repertorio para guitarra del siglo XXI. Fruto de ello surge en 2016 la obra Toru (Hommage à Takemitsu), ganadora del Concurso Internacional de Composición ‘Manuel de Falla’ en 2016, en la cual se fijó uno de los maestros de la guitarra, Roberto Aussel. Desde 2021 Aussel ha incluido Toru en sus giras, interpretándola en numerosos festivales y ciudades alrededor de Europa, entre los que destacan Forum Gitarre Wien (Viena,Austria), Festival Toulouse Guitare (Toulouse, Francia), SpeGTRa Aachen Guitar Festival (Aachen, Alemania), Verona International Guitar Festival (Italia), Festival des Arts Sonores. Les Instants Fertiles. Athénor, CNCM. Saint-Nazaire (Francia), Ponto de Guitarra VIII, Guitar Festival, Trás-os-Montes (Portugal), Echoes Festival, Residencia del embajador de Argentina en Londres (United Kingdom), o en el ADDA de Alicante (España). Toru fue editada por Aussel e incluida en una selección del guitarrista en Editions l’empreinte musicale (Paris). Paralelamente, otras interpretaciones destacables de Toru, alrededor del mundo, han sido las de México, Brasil, Portugal, Reino Unido y Japón, dentro del festival ‘Mishima Contemporary Music Days’; en 2020 se realizará el estreno estadounidense en el marco del ‘Nief-Norf Festival’ de Knoxville, Tennessee (EE.UU.). 
A su vez, Toru fue obra obligada durante la ronda semifinal del “VII Concurso Internacional de Guitarra” de Sevilla en 2017 y grabada por el guitarrista italiano Damiano Pisanello en 2018 para Contrastes Records. 
En 2021, la publicación Culture 31 describirá Toru como una pieza exigente y luminosa que aporta al intérprete todas las herramientas para un trabajo sutil sobre el sonido. Spettacoli escribirá sobre Toru: “la autora ha captado la esencia de la poética del músico japonés, de los sonidos de esa cultura y de sus silencios, todo magníficamente puesto de relieve por la maestría de Aussel”. El 3 de junio de 2021, la revista Ritmo publica sobre el instinto creativo de la autora y su capacidad para explorar en Toru nuevas sonoridades en la guitarra siendo fiel a la esencia del instrumento.
Otra contribución de Badalo al repertorio guitarrístico del siglo XXI, es la obra Rhizome (2023). Encargo del guitarrista italiano Andrea De Vitis, el cual realizó el estreno mundial de la obra el 20 de abril de 2024 en el Riverview Performing Arts Center, en el marco del Sarasota International Guitar Festival, Florida (EE.UU.). La obra supuso un atrevido paso adelante tanto en la estética de Badalo como en el repertorio para guitarra, abordando la sonoridad y tímbrica desde la producción de alturas microtonales, glissandi y multifónicos, utilizando el slide (o bottleneck) y diversas técnicas extendidas y recursos como la scordatura microtonal. Rhizome pronto será estrenada en España por el mismo De Vitis en el Festival Internacional de Guitarra Villa de Petrer, o presentada por la guitarrista Roberta Mercorio en la Universität Mozarteum de Salzburgo (Austria) y en Milán (Italia), dentro del 29º Convegno Internazionale di Chitarra di Milano. El guitarrista Giuseppe Mennuti la estrenará en Suiza el 18 de octubre de 2025.

### El patrimonio tradicional Ibérico en la obra de Badalo
Badalo, doctora en música y musicología, en la especialidad de composición por la Universidad de Évora; defendió su tesis titulada: Aplicación del patrimonio musical tradicional Ibérico en la creación contemporánea, el 3 de julio de 2025. Fruto de dicha investigación verán la luz cuatro obras, algunas de ellas mencionadas anteriormente: La línea difusa, (tras canciones tradicionales de España y Portugal) para soprano (o mezzosoprano) y ensemble (2022); Duerme con los ecos, para cuarteto de saxofones (2022); Teselas de un reflejo, para mezzosoprano y tres percusionistas; y Rhizome para guitarra. 

## Premios y Distinciones
- Mención de Honor en el Prémio de Composição Sociedade Portuguesa de Autores / Antena 2 (5ª Edição), Portugal, 2016[45]
- 1er premio del Concurso Internacional de Composición ‘Manuel de Falla’, España, 2016[46]
- Ganadora del Premio Internacional de Composición Fernando Lopes-Graça, Portugal, 2017[47]
- Ganadora del Premio de Composición de la Sociedad Portuguesa de Autores / Antena 2 RTP, Portugal, 2017[48]
- Galardonada en el Premio para Jóvenes Compositores de la Fundación SGAE – CNDM, España, 2017[49]
- Mención de Honor en el 11º Concurso Internacional de Composição da Póvoa de Varzim, Portugal, 2018[50]
- FIDAPA Award– Concorso Internazionale di Composizione “Città di Udine”, Italia, 2018[51]
- Premio Jóvenes Compositores de Plural Ensemble, España, 2018[52]
- Galardonada en el Premio para Jóvenes Compositores de la Fundación SGAE – CNDM, España, 2018[53]
- Ganadora del Premio de Composición del Colegio de España en París – INAEM, Francia / España, 2019[54]
- Representa a Antena 2/RTP en “Hidden Treasures Mixtape” del International Music Council, 2021[55]
- Seleccionada para participar en el International Rostrum of Composers de la UNESCO, Países Bajos, 2023[56]
- Premio de Encargo Sinfónico SGAE-Asociación Española de Orquestas Sinfónicas, 2024[57]
- Selección de su obra en el programa de Ibermúsicas del Festival Mujeres en la Música Nueva, Colombia, 2024[58]
- Beca Leonardo a Investigadores y Creadores Culturales de la Fundación BBVA, 2024[59]